# Asocio por Esperanto
La Asocio por Esperanto (lett. "Associazione per l'esperanto"; in francese Association pour l'Espéranto) è la principale associazione esperantista della Vallonia, in Belgio.  
Assieme alla Flandra Esperanto-Ligo ("Lega Fiamminga dell'Esperanto"), l'Esperantista Brusela Grupo ("Gruppo Esperantista di Bruxelles"), la Belga Esperanto Fervojista Asocio ("Associazione Belga dei Ferrovieri Esperantisti") e i Verdaj Skoltoj ("Scout Verdi"), costituisce la Belga Esperanto-Federacio, sezione nazionale dell'UEA per il Belgio.
L'Associazione ha sede a Charleroi e pubblica quattro volte l'anno il bollettino Espéranto en marche / Inter ni.